# Vierungsturm von Notre-Dame de Paris

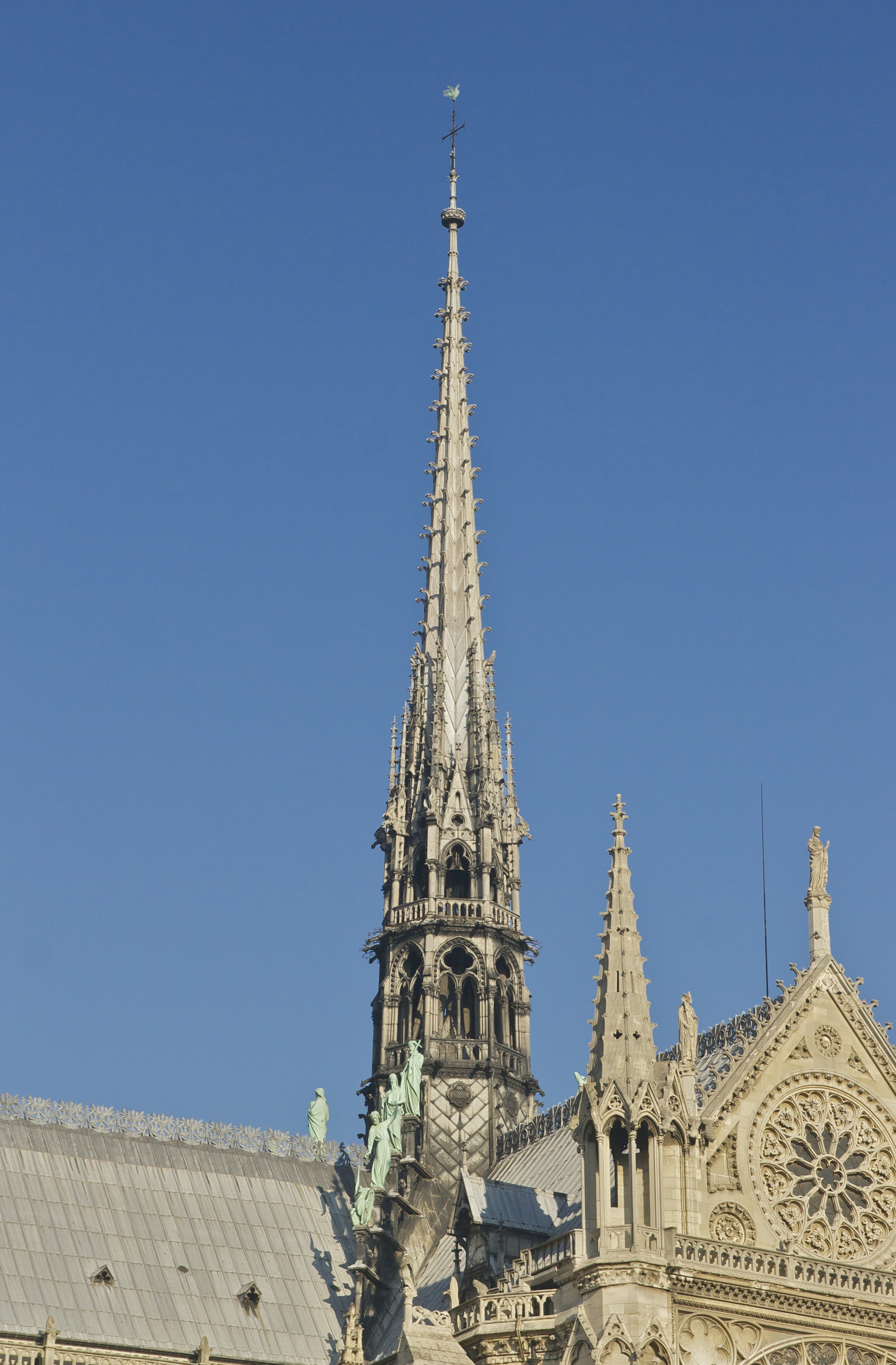
Vierungsturm von Notre-Dame de Paris, 2011

Der Vierungsturm von Notre-Dame de Paris (französisch la Flèche) ist – neben den beiden Türmen der Westfassade – der dritte und höchste Turm der Kathedrale Notre-Dame de Paris. Ein erster Vierungsturm wurde um 1230 errichtet. Er stürzte in der Mitte des 18. Jahrhunderts teilweise ein und wurde später vollständig abgetragen. Der 1859 unter der Planung und Leitung des Architekten und Kunsthistorikers Eugène Viollet-le-Duc errichtete Dachreiter brach am Abend des 15. April 2019 während des Brandes von Notre-Dame in Paris zusammen. Am 13. Februar 2024 wurde schließlich ein neuer Vierungsturm enthüllt, der eine Rekonstruktion nach dem Entwurf von Viollet-le-Duc ist.

## Erster Vierungsturm (13. bis 18. Jahrhundert)

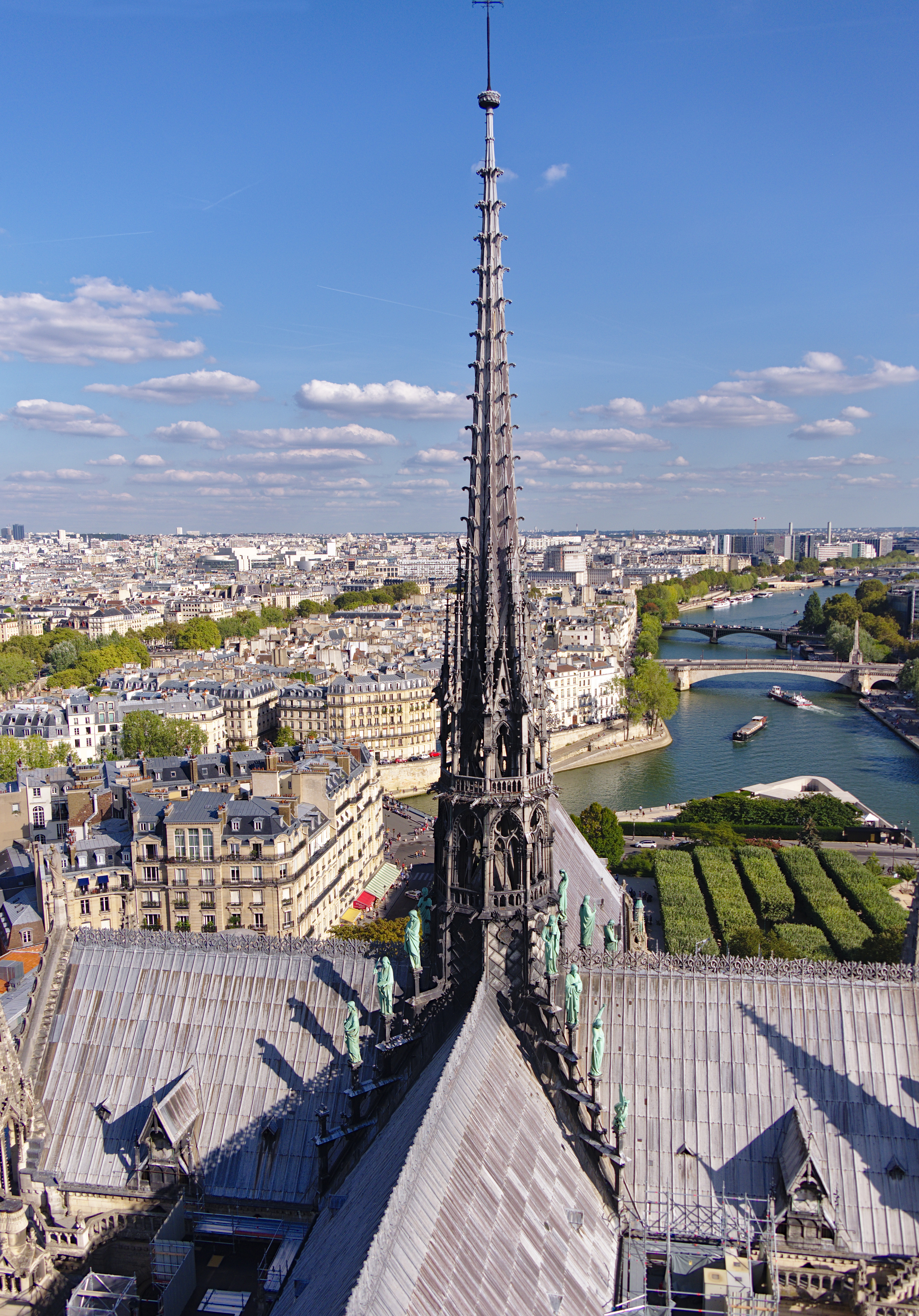
Der Vierungsturm über Haupt- und Querschiff, 2018

Der ursprüngliche Vierungsturm wurde im 13. Jahrhundert, wahrscheinlich zwischen 1220 und 1230, über der Vierung der Kathedrale errichtet. Schon dieser Turm hatte ein geschickt konstruiertes Gerüst, das das Gewicht des Turms gleichmäßig auf die Pfeiler der Vierung verteilte. Er war als Glockenturm angelegt und trug sechs Glocken zuzüglich einer hölzernen Glocke. Er war dem Winddruck auf Dauer nicht gewachsen und brach in der Mitte des 18. Jahrhunderts teilweise zusammen. Zwischen 1786 und 1792 wurde er vollständig abgebaut.

Mittelalterlicher Vierungsturm
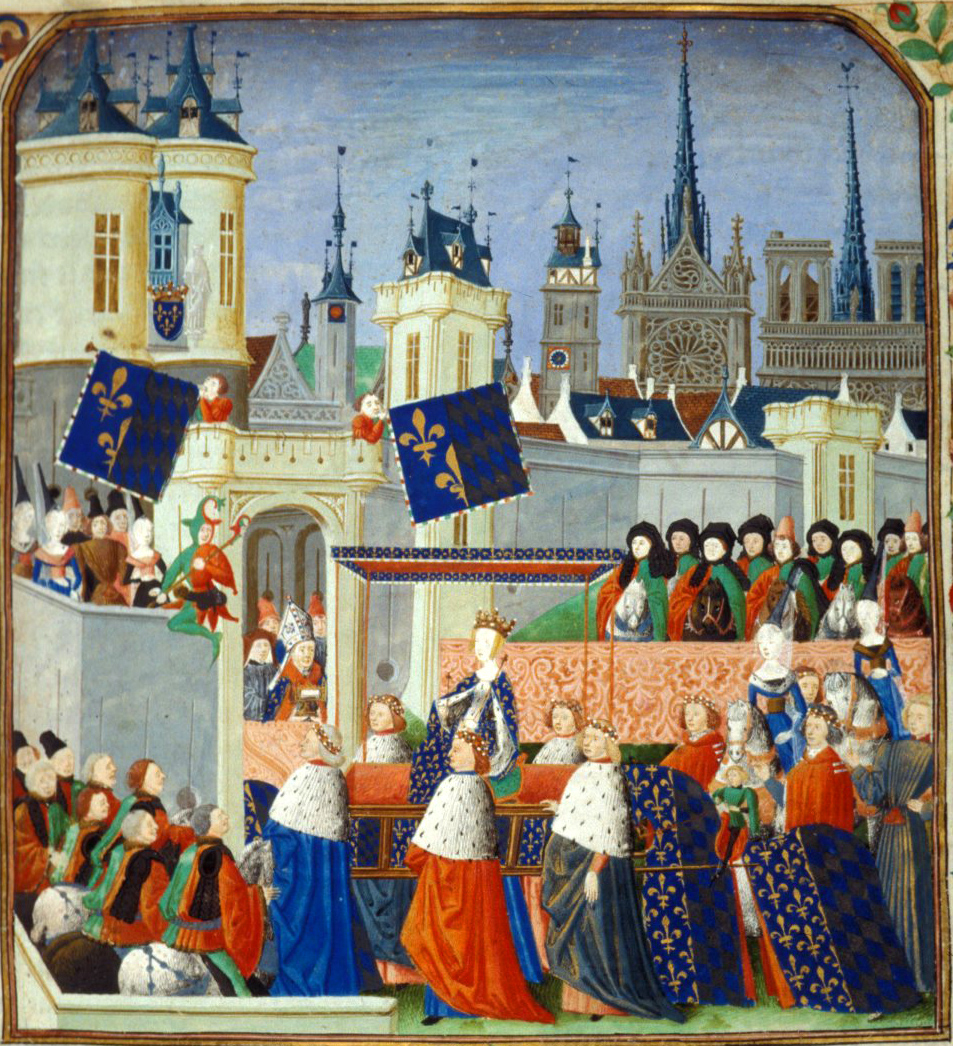
Der Einzug von Elisabeth von Bayern in Paris, Miniatur in Froissarts Chroniken, die Philipp von Mazerolles zugeschrieben werden (um 1470–1472)
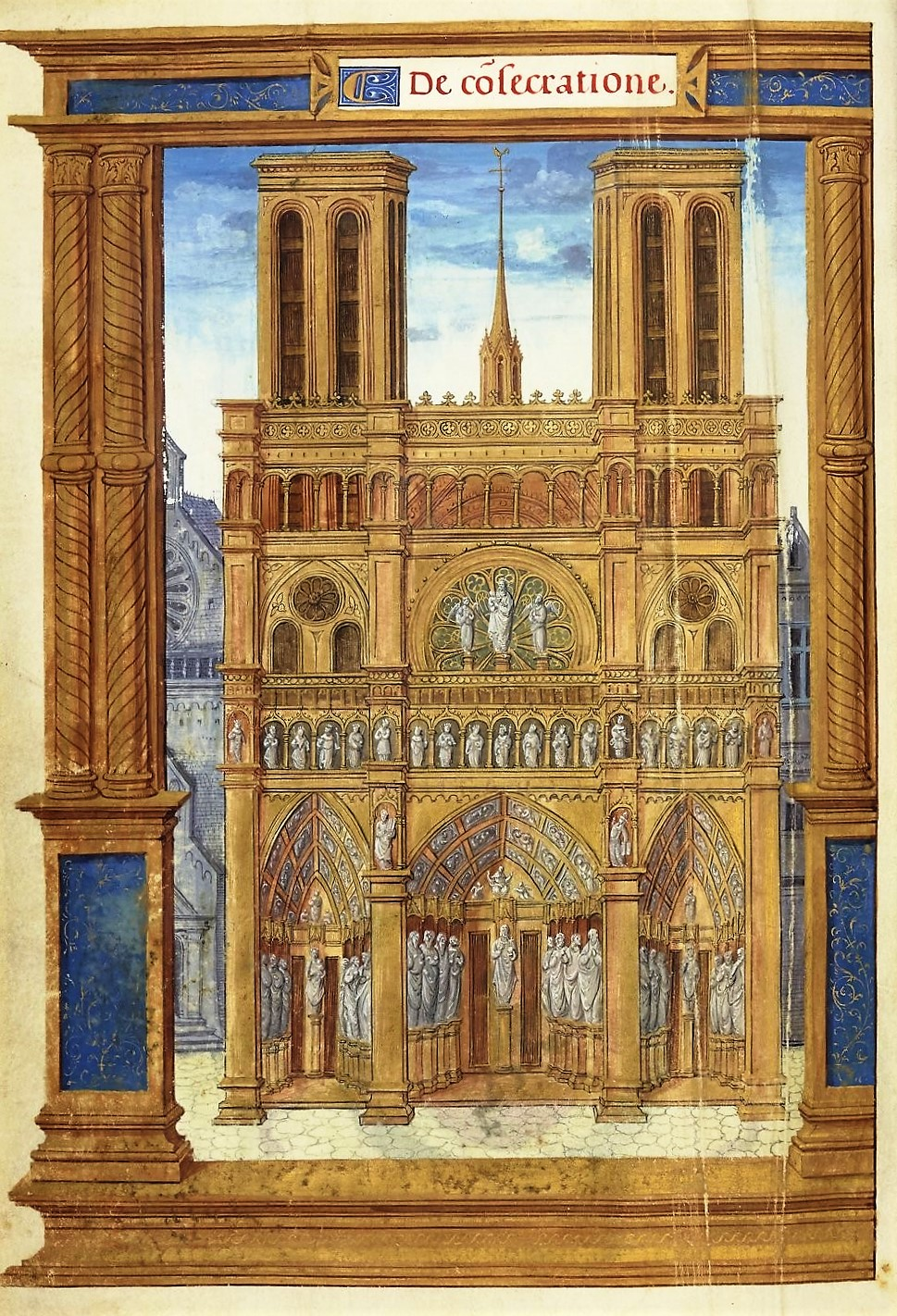
Die Kathedrale im Pontificale Romanum von Jean de Mauléon, Bischof von Comminges (um 1525–1530)
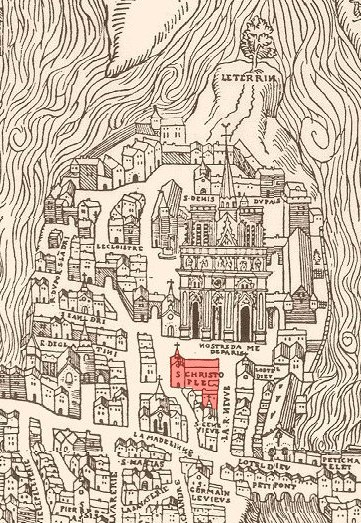
Die Kathedrale auf einer Karte von Paris aus dem Jahr 1553
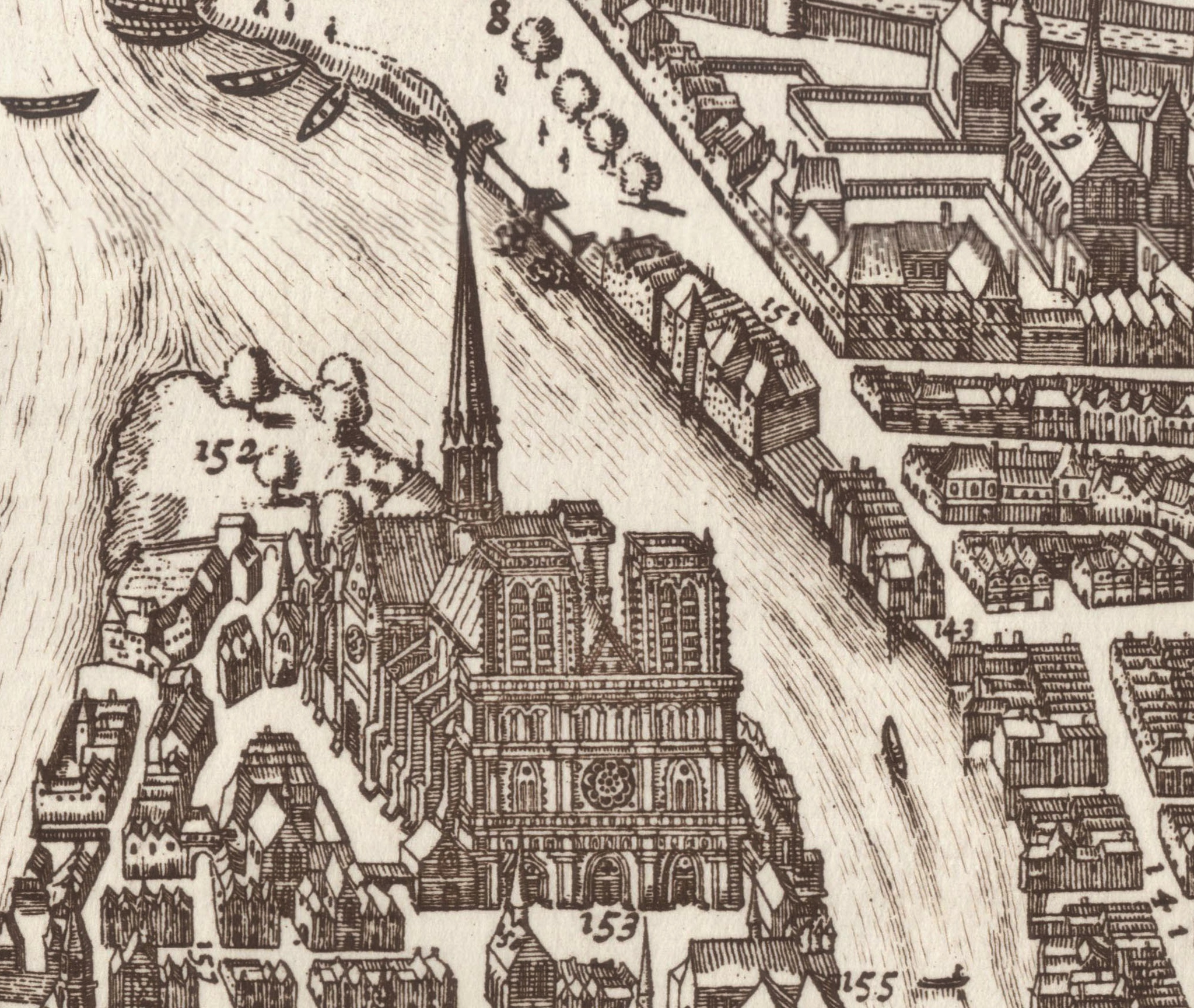
Die Kathedrale auf dem Stadtplan von Claes Janszoon Visscher (1618)
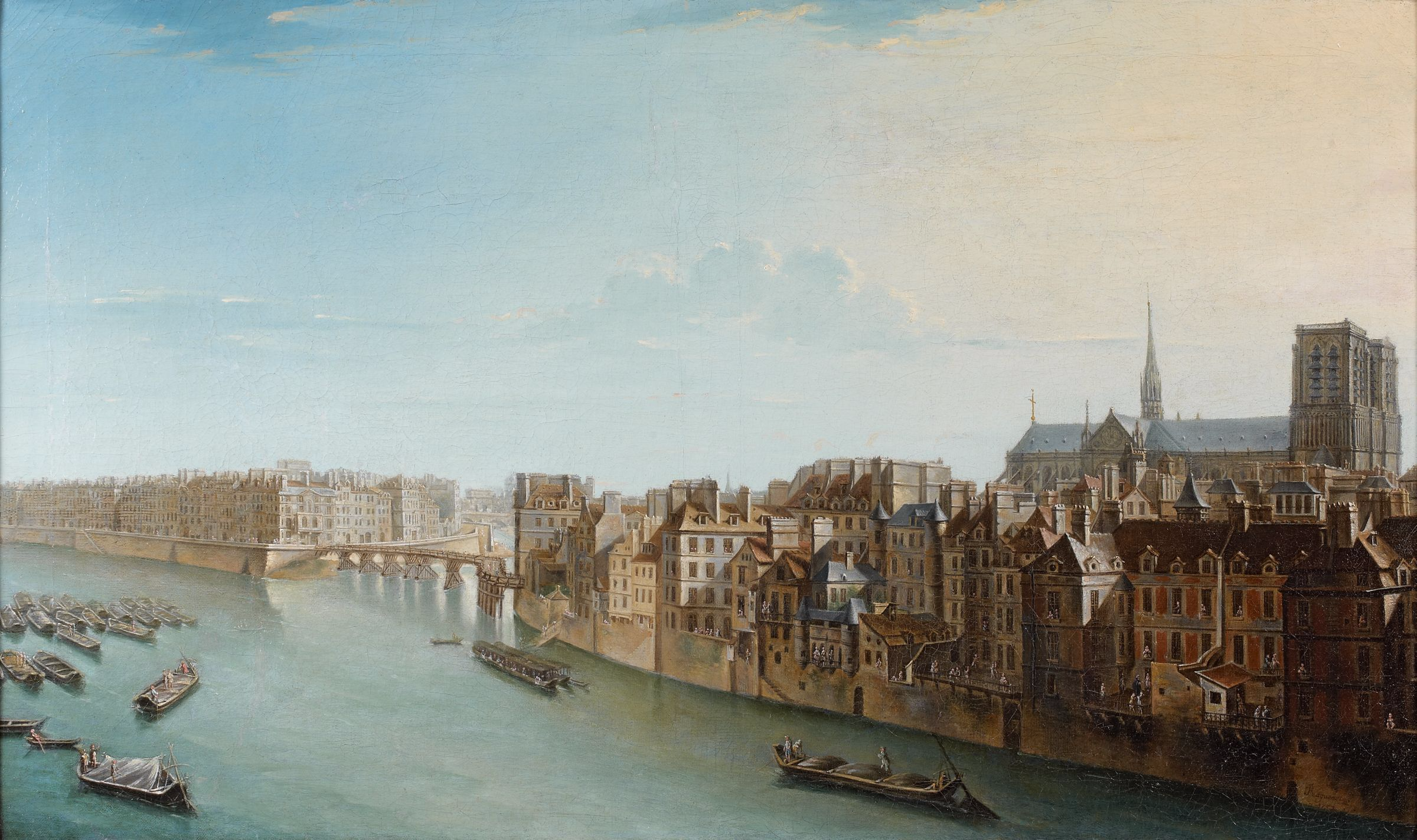
Ansicht der Île de la Cité mit der Kathedrale von Nicolas Raguenet (1752)

## Vierungsturm von Viollet-le-Duc (1859–2019)

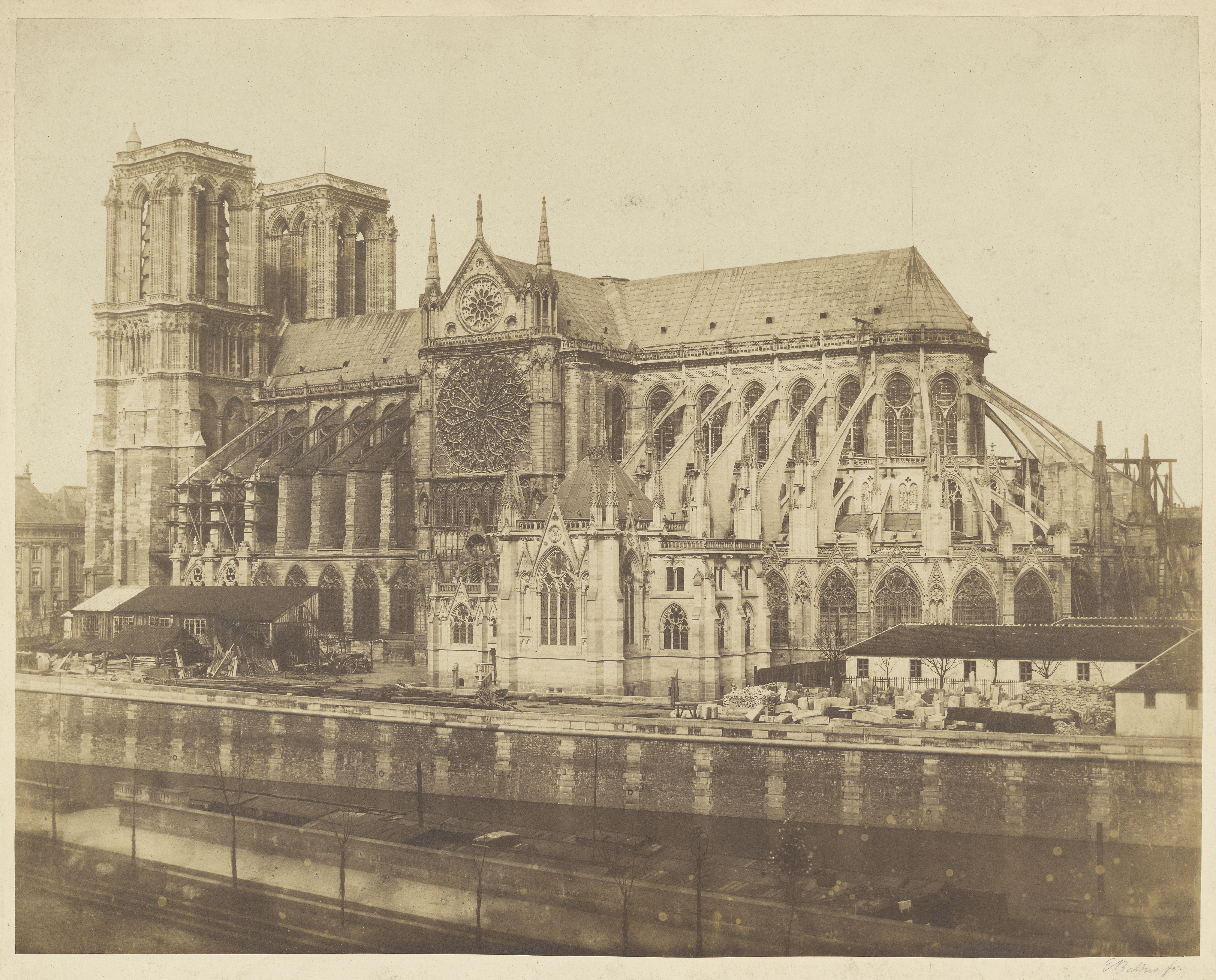
Notre-Dame ohne Vierungsturm, Fotografie von Édouard Baldus, 1850er Jahre
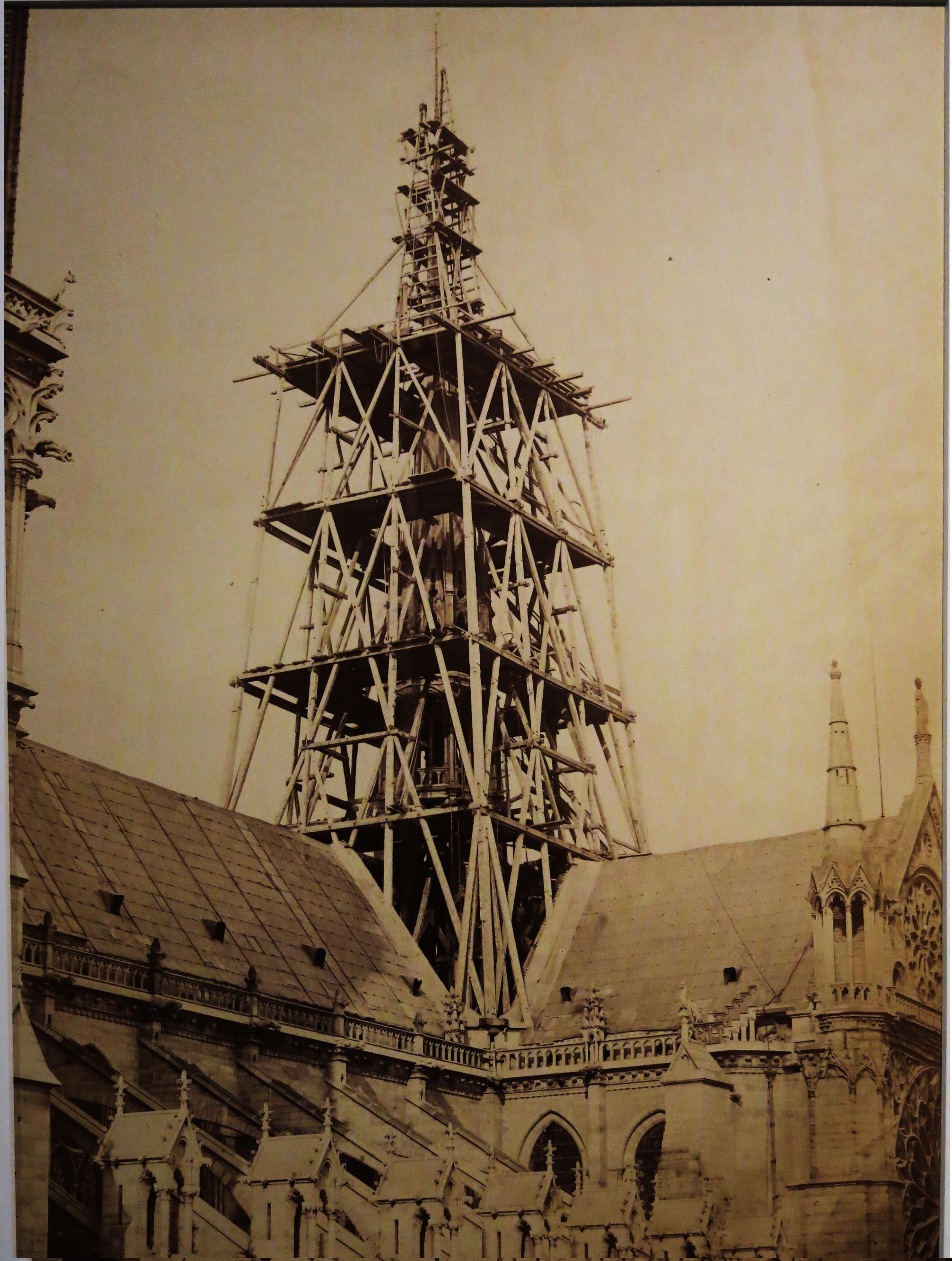
Errichtung des Vierungsturmes, nach 1853
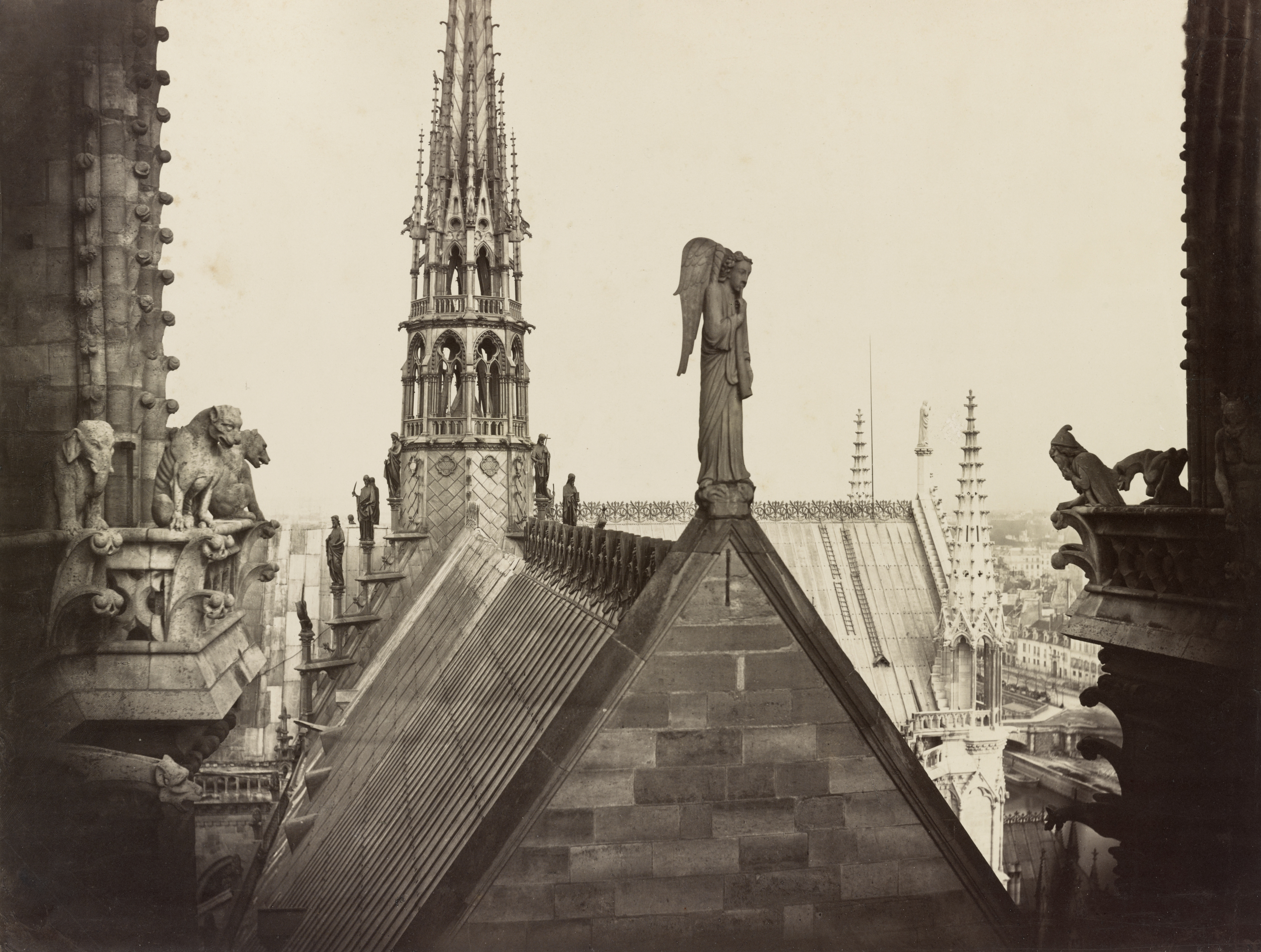
Blick über das Langhaus auf den Vierungsturm, nach 1860, Fotografie von Charles Marville

### Konstruktion
Die Kathedrale blieb über Jahrzehnte ohne Vierungsturm. Bei den von den Architekten Jean-Baptiste Antoine Lassus und Eugène Viollet-le-Duc durchgeführten Restaurierungsarbeiten wurde ein neugotischer Vierungsturm errichtet. Der neue Vierungsturm wirkte durch seine schlanke Gestalt wie ein Dachreiter und war dem von 1855 bis 1859 errichteten Vierungsturm der Kathedrale von Orléans nachempfunden. Mit 96 Meter Höhe blieb er aber deutlich hinter dem Turm in Orléans zurück, der 114 Meter erreichte. Sein Gerüst wurde von der Schreinerei von Auguste Ballu errichtet, die auch den Turm in Orléans gebaut hatte. Der Pariser Turm bestand aus 500 Tonnen mit Blei verkleideten Eichenholzbalken aus der Champagne und war mit 250 Tonnen Blei gedeckt. Der achteckige Rahmen an der oberen Basis – über dem Vierungsgewölbe – hatte eine Kantenlänge von sieben Metern und ruhte auf den Pfeilern der Vierung, dabei war er nicht konstruktiv mit dem Dachstuhl verbunden. Der Turm hatte zwei zugängliche Plattformen, über denen der Turmhelm aufragte. Im Innern des Turmes befand sich ein Glockenstuhl mit drei Glocken, er war aber nicht vorrangig als Glockenturm konzipiert. Der Turm wurde am 15. August 1859, dem Patroziniumstag der Kathedrale „Mariä Aufnahme in den Himmel“, eingeweiht.

Pläne nach Eugène Viollet-le-Duc
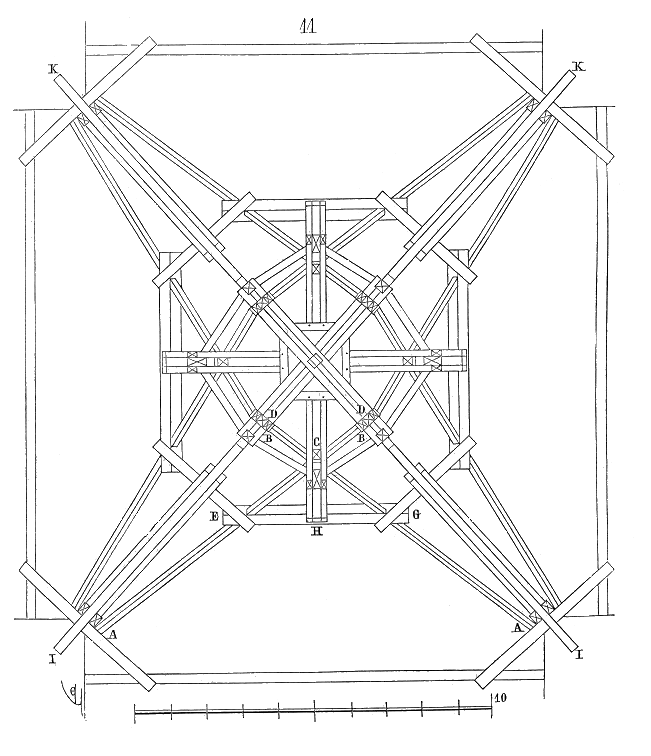
Basis des Vierungsturms in der Aufsicht, Schnitt über dem Dachfirst, 1859
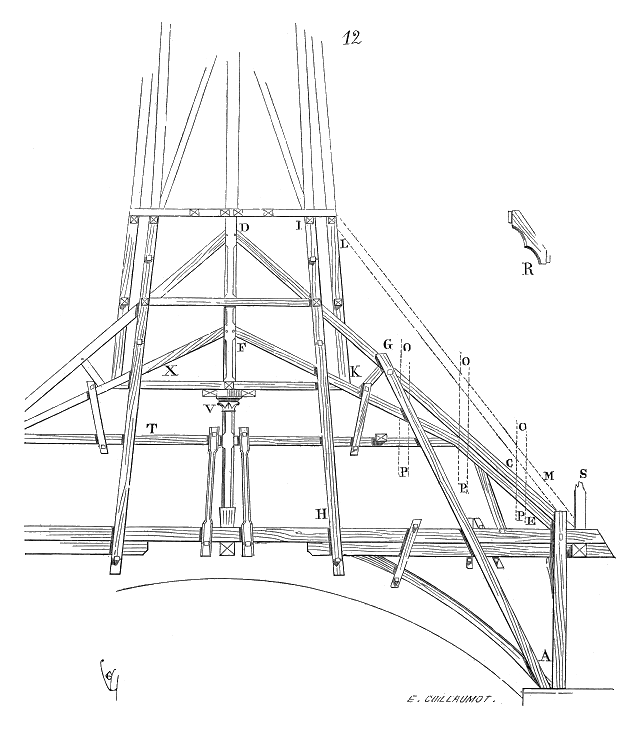
Schnitt durch die Basis des Turmgebälks
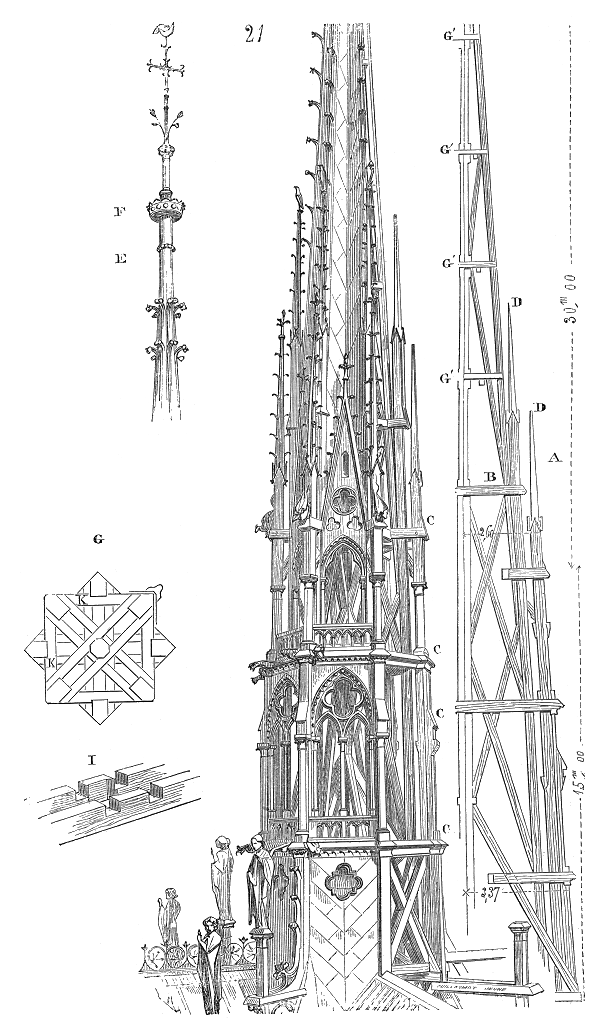
Seitenansicht, die beiden Plattformen sind gut zu erkennen

### Gestaltung und Bildprogramm
Der Vierungsturm wies einen reichhaltigen figürlichen und ornamentalen Schmuck aus Metall auf, dessen Gewicht auf über 200 Tonnen geschätzt wurde. Zwischen den von Hauptschiff, Querschiffen und Chor gebildeten Winkeln waren vier nach unten führende Strebewerke angebracht, die jeweils Podeste mit drei von dem Bildhauer Adolphe-Victor Geoffroy-Dechaume gefertigten kupfernen Statuen der Apostel trugen. Den Aposteln ist jeweils ein ikonografisches Heiligenattribut beigegeben. Elf der Apostel überblickten die Stadt Paris. Nur die Figur des ungläubigen Apostels Thomas (Joh 20,19–29 ) wendete sich um und schien in nachdenklich-zweifelnder Pose die Konstruktion des Turmes zu überprüfen. Die Gesichtszüge der Figur des Patrons der Zimmerer, Bauleute und Architekten sind denen des Architekten Viollet-le-Duc nachempfunden. Jeweils ein viertes unteres Podest trug eine figurative Darstellung eines geflügelten Stiers, eines geflügelten Löwen, eines Adlers sowie eines geflügelten Menschen. Die vier Wesen entstammen der Gottesvision des Propheten Ezechiel und stellen die vier Adoranten vor Gottes Thron (Hes 1,4–28 ) dar, die auch vom Autor der neutestamentlichen Apokalypse übernommen wurden (Offb 4,6–8 ). Laut Zeugnis der Bibel verkünden sie die Heiligkeit Gottes. Alle vier Wesen tragen jeweils ein Buch. Während ihre Körper der Stadt zugewendet waren, blickten ihre Antlitze zum Kreuz an der Spitze des Turmes empor. Die vier himmlischen Wesen werden in der christlichen Theologie und Ikonographie mit den vier Evangelisten Johannes, Lukas, Markus und Matthäus in Verbindung gebracht. Das menschengesichtige Wesen steht dabei für die Menschwerdung Jesu, das stiergesichtige Wesen für seinen Opfertod, das löwengesichtige Wesen für die Auferstehung sowie das adlergesichtige Wesen für Jesu Rückkehr zum Vater. Alle sechzehn kupfernen Figuren standen auf einer Wolken-Plinthe.
Der Vierungsturm war umgeben von vier Kränzen aus Fabelwesen als mythologische Wächterfiguren. Die untere Galerie wurde aus zweibahnigen gotischen Fenstern mit einem bekrönenden Vierpass gebildet. Die Bogenkehlen waren mit jeweils 21 Rosenknospen besetzt, welche sich als Symbol der „Rosa mystica“ (lateinisch für ‚geheimnisvolle Rose‘) auf die Patronin der Kathedrale bezogen, die in der Lauretanischen Litanei als solche angerufen wird. Die obere Galerie öffnete sich in einbahnigen Fenstern mit eingestellten „Nasen“ in Form eines sogenannten Nonnenkopfes. Zwischen den beiden Galerien zog sich ein Kranz aus verschlungenen Dornenästen aus Eisen um den Turm, der die in der Kathedrale als Reliquie aufbewahrte Dornenkrone Christi symbolisierte. Am 10. April 1239 hatte der französische König Ludwig IX. der Kathedrale die Dornenkrone Christi übergeben, die später in die Sainte-Chapelle übertragen wurde. Seit dem 19. Jahrhundert befindet sich die Reliquie wieder in Notre Dame de Paris. Die über der oberen Galerie des Vierungsturmes aufsteigenden Wimperge waren jeweils mit zwei Dreipässen, einem Vierpass sowie einem abschließenden Lanzettfenster verziert. Zwischen den Wimpergen stiegen in zwei Ebenen Fialenkränze auf. Die oktogonale Spitze war mit zwölf übereinanderliegenden Kränzen aus Krabben geschmückt.
Den Abschluss des Turmes bildete ein marianischer Kronreif aus Rosen und Lilien, über dem sich ein sechs Meter hohes Kreuz mit einem kupfernen Hahn am oberen Ende erhob. Der Reif aus Rosen kann als Hinweis auf das Rosenkranzgebet gedeutet werden, der Lilienkranz steht üblicherweise als Symbol der immerwährenden Jungfräulichkeit Marias. Der Turmhahn ist ein Reliquiar, in dem sich drei Reliquien befinden: ein Stück der Dornenkrone, deren Hälften sich im Vatikan und in der Kathedrale Notre-Dame de Paris befinden, sowie jeweils eine Reliquie der beiden Pariser Stadtpatrone Dionysius und Genoveva. Während der Glaubensbote und erster Bischof von Paris, Dionysius, im 3. Jahrhundert in Paris den Märtyrertod erlitten haben soll, rettete Genoveva im 5. Jahrhundert der legendarischen Überlieferung nach die Stadt durch ihr Gebet vor den angreifenden Hunnen unter deren König Attila. Darüber hinaus soll sie auch zur Bekehrung des vorher heidnischen fränkischen Königs Chlodwig I. beigetragen haben. Das Stück der Dornenkrone wurde im Jahr 1860 von Viollet-le-Duc selbst in das Reliquiar eingelegt. Der Hahn wurde im Jahr 1935 restauriert, dabei wurde der Dorn vom Pariser Erzbischof Jean Verdier ersetzt.

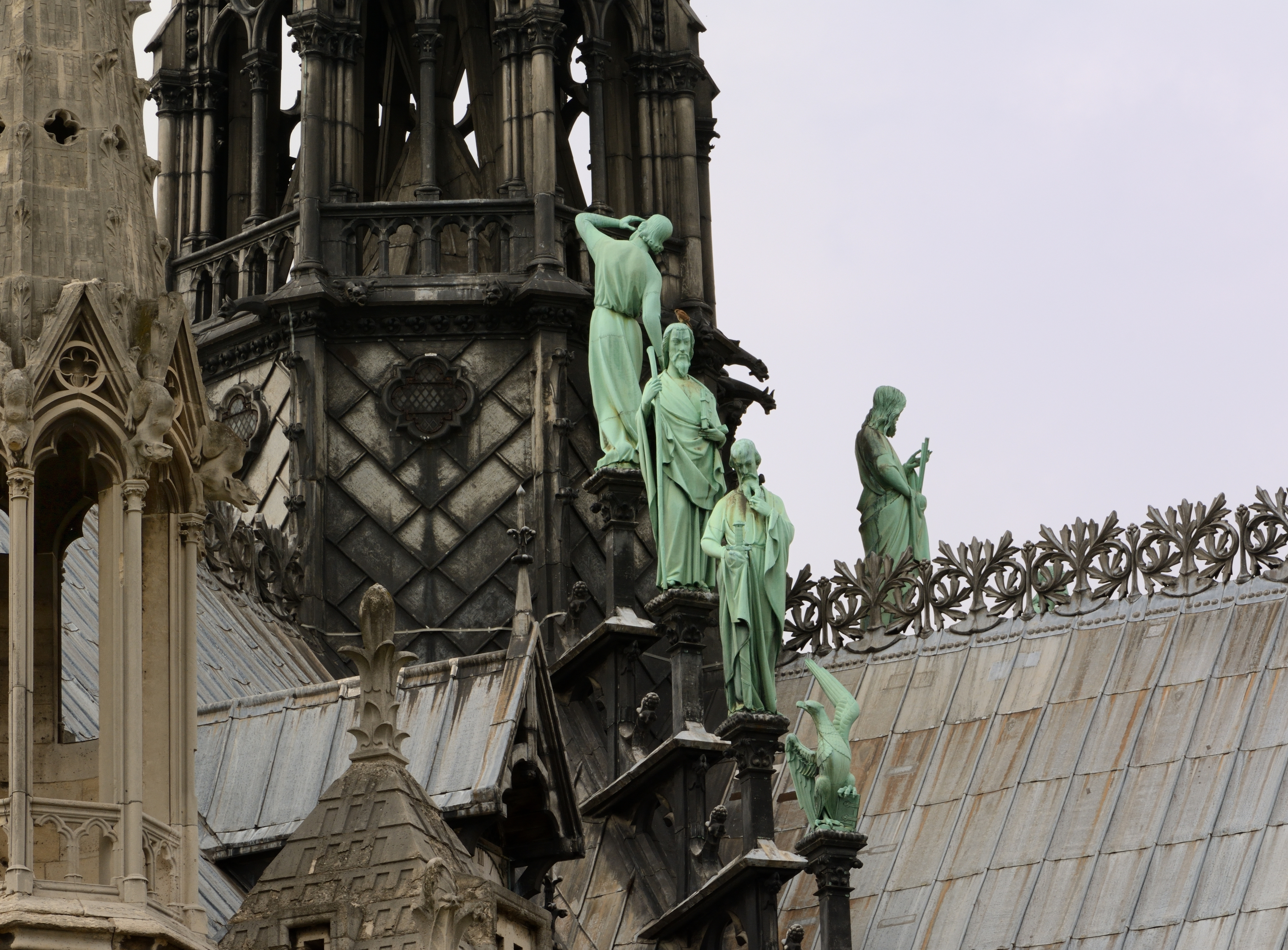
Die Statuen auf der südöstlichen Seite des Turms
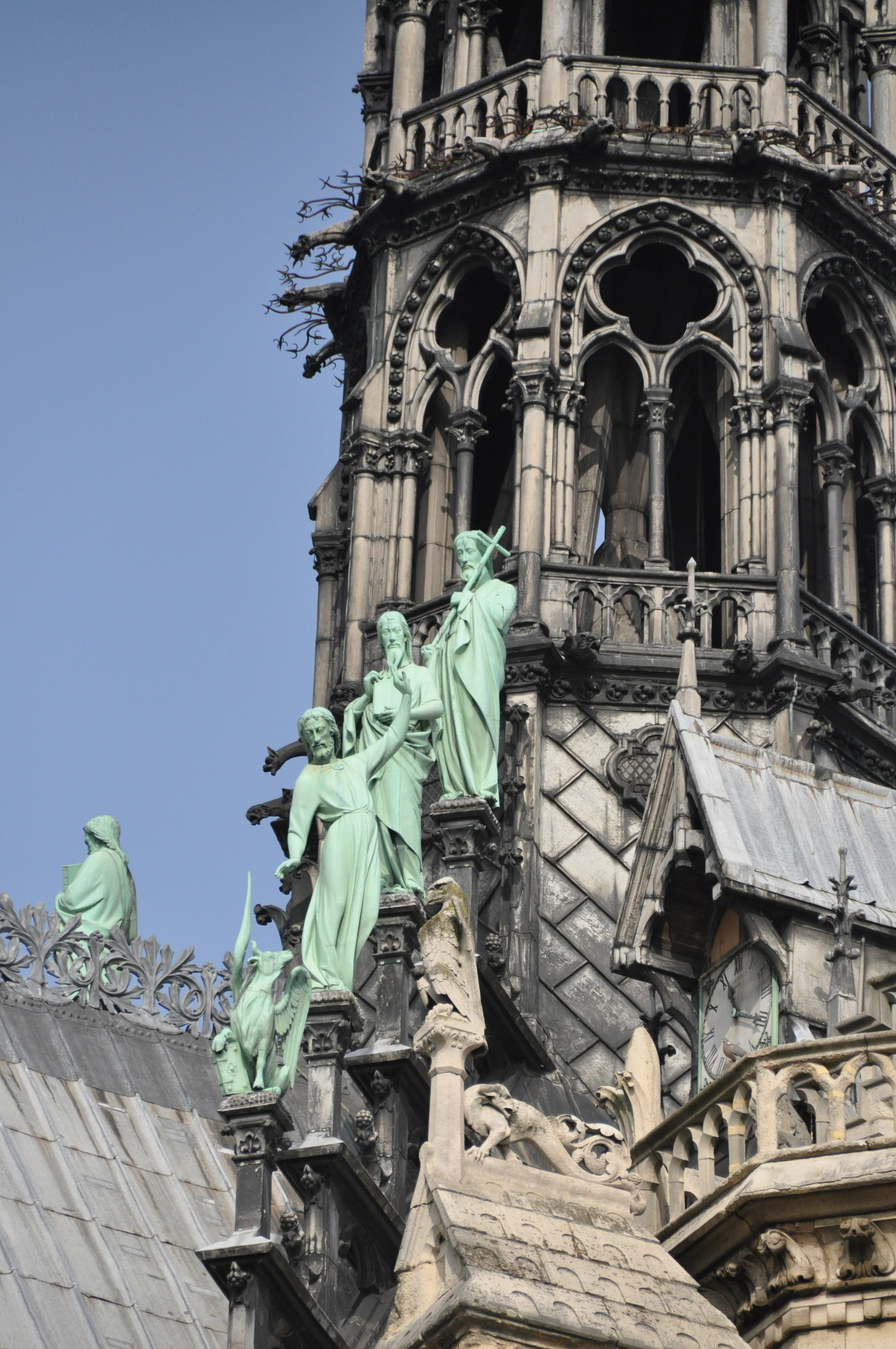
Drei Statuen der Apostel und der Stier als Symbol für den Evangelisten Lukas
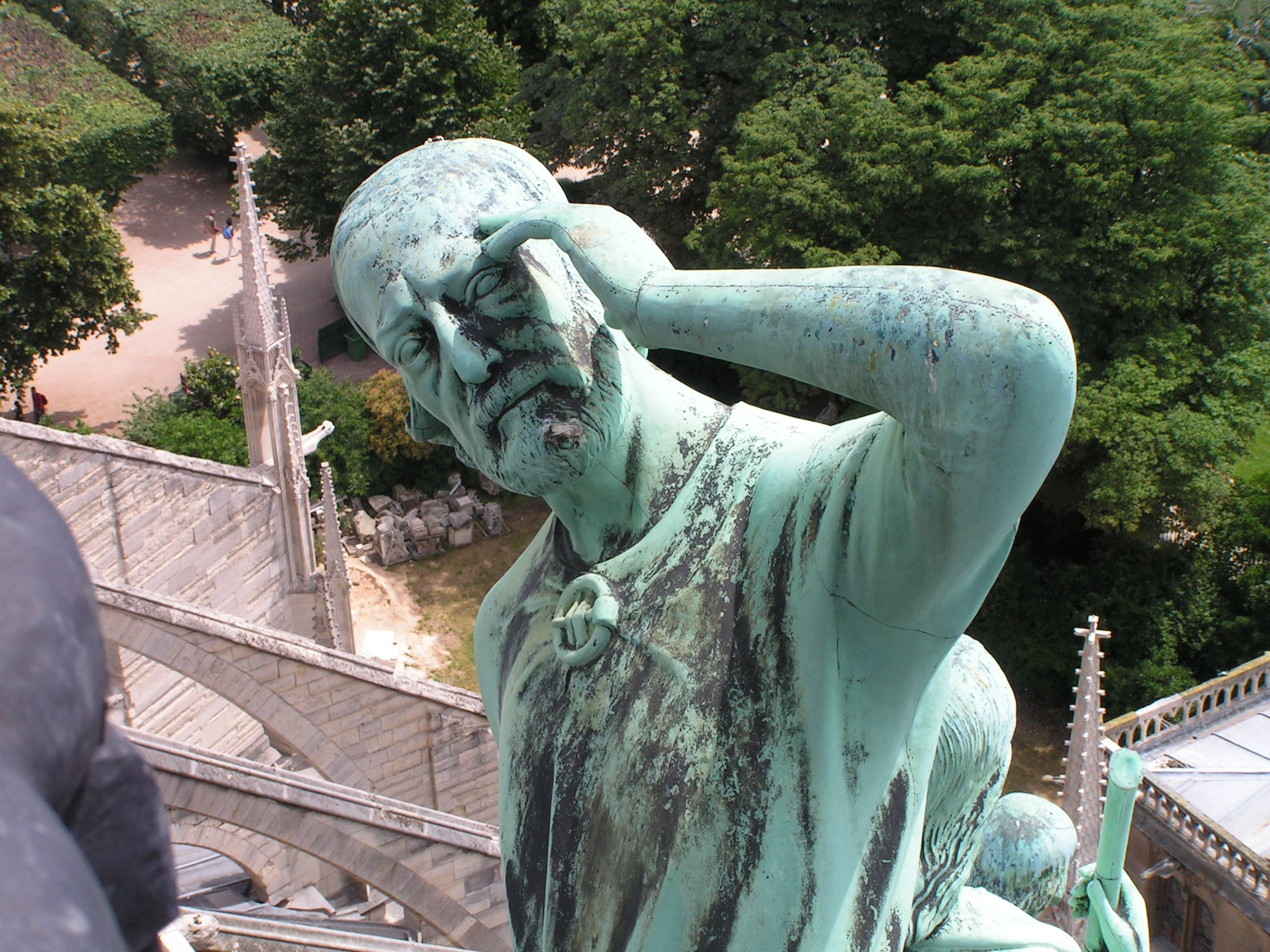
Detail der Statue des Apostels Thomas, mit den Gesichtszügen von Eugène Viollet-le-Duc.
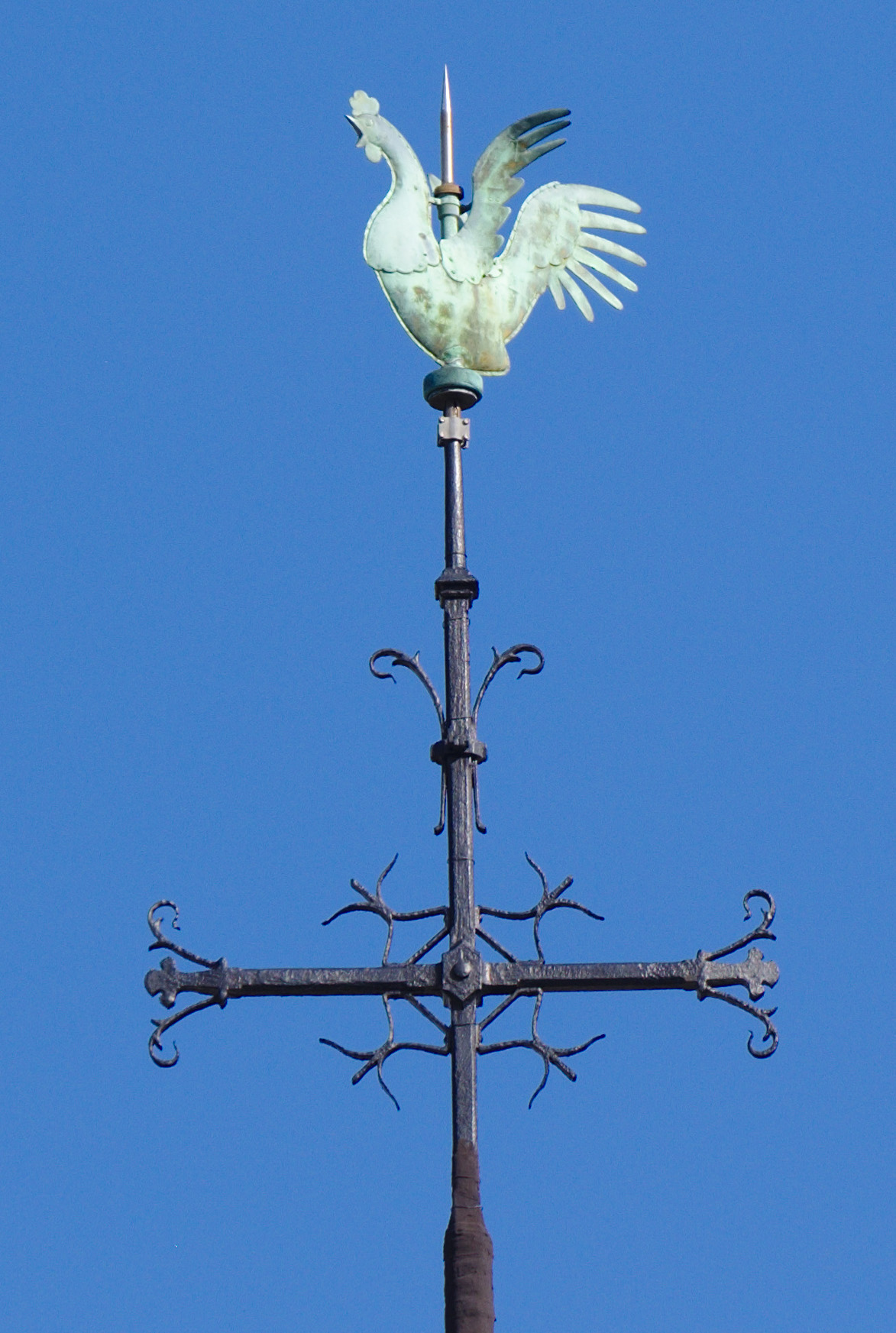
Kreuz auf der Turmspitze, mit dem Hahn
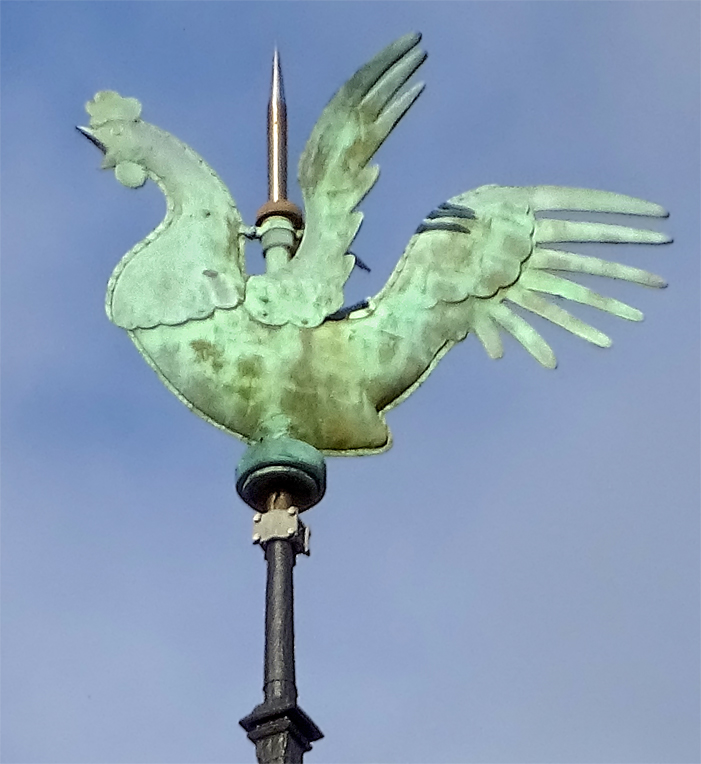
Hahn
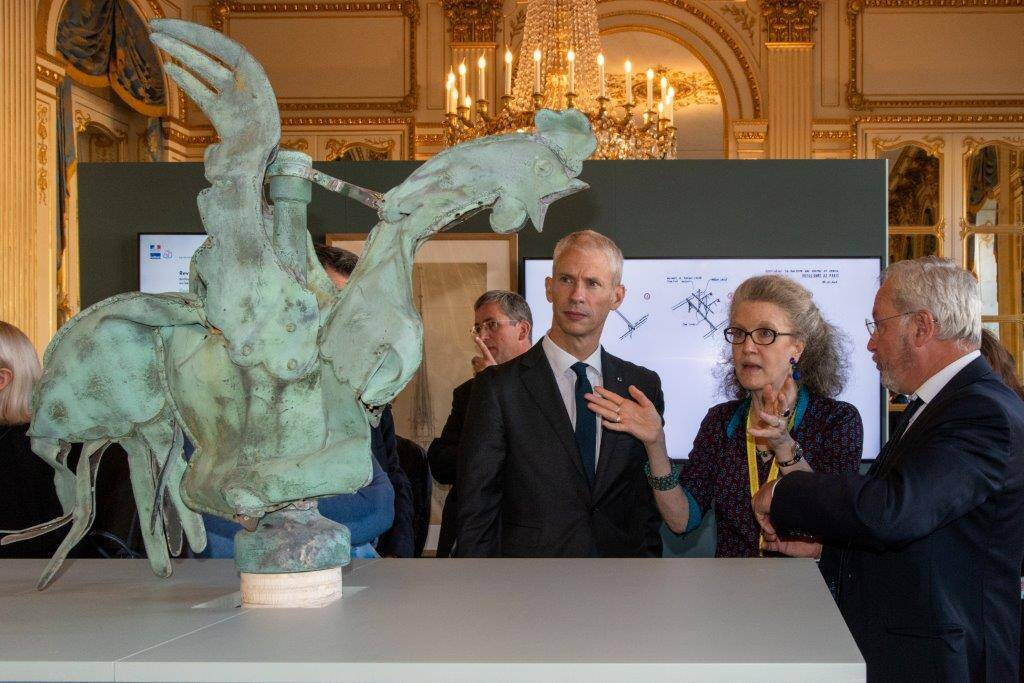
Der nach dem Brand geborgene Turmhahn; ausgestellt im französischen Kultusministerium

Als ein Gebäude von großer symbolischer Bedeutung für die französische Nation waren die Kathedrale Notre-Dame de Paris und ihr Vierungsturm wiederholt das Ziel politischer und künstlerischer Aktivitäten. Der französische Schriftsteller und Reisende Sylvain Tesson hat in den 1990er Jahren die Türme zahlreicher Kirchen erklettert und dort ganze Nächte verbracht. Er hat auch den Vierungsturm von Notre Dame wiederholt bestiegen, nach eigenen Angaben einhundert Mal. Am 10. März 1997 entfaltete die französische Bergsteigerin Chantal Mauduit auf dem Turm eine Flagge Tibets, um an den Tibetaufstand von 1959 zu erinnern. Zwei Jahre später wurde der Turm aus demselben Grund von politischen Aktivisten besetzt.

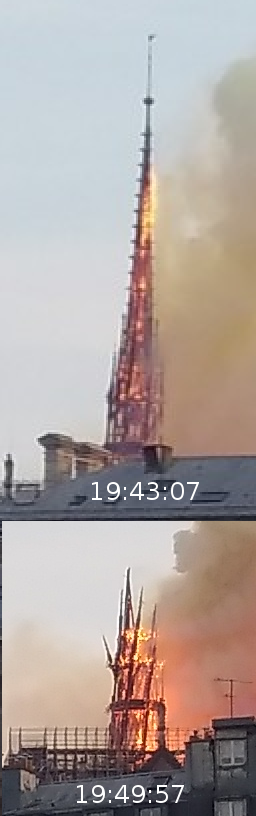
Der Turm unmittelbar vor und nach dem Abknicken der Spitze

### Zerstörung 2019

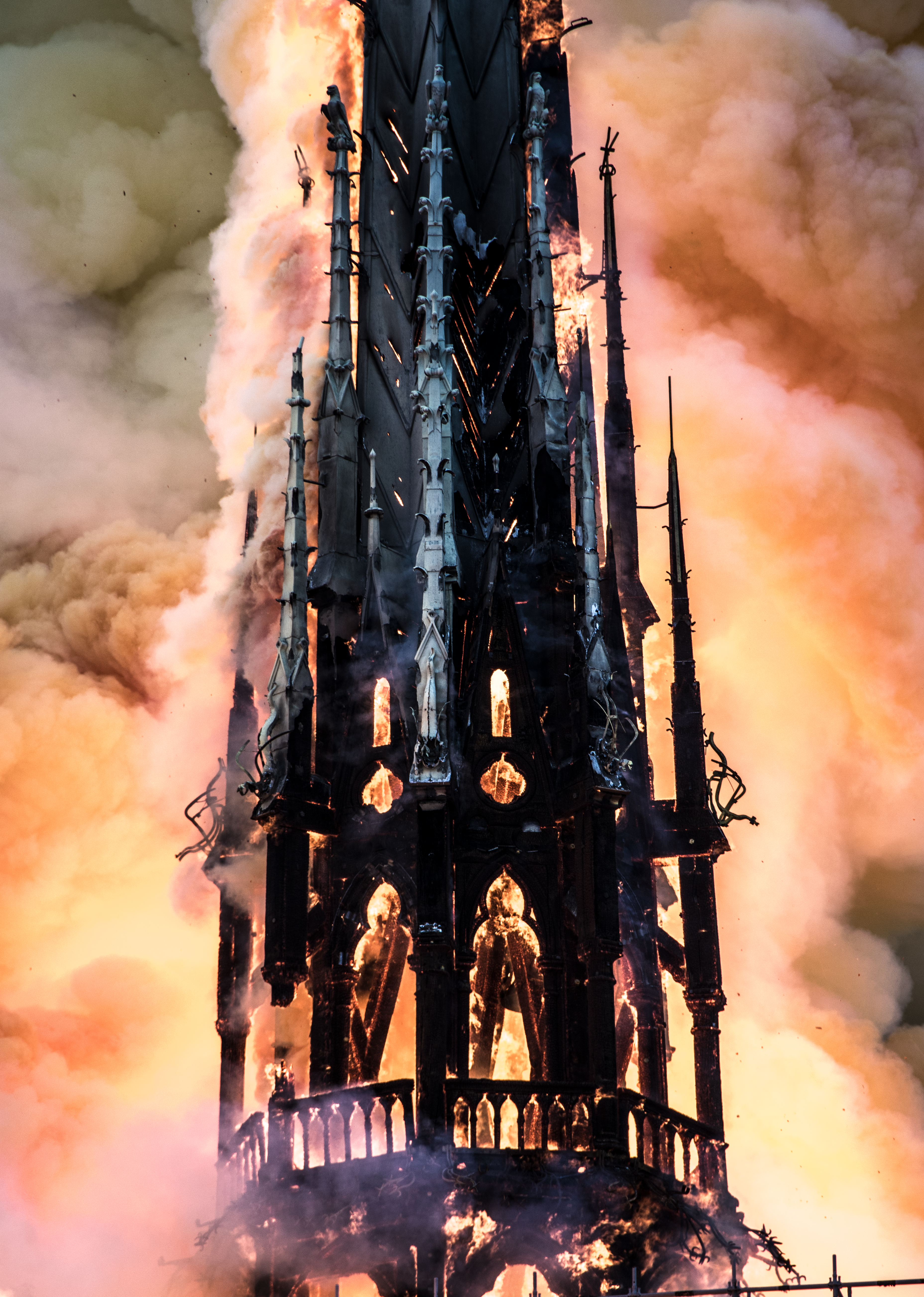
Der brennende Turm

Am 15. April 2019 gegen 18:50 Uhr kam es im Bereich des Dachstuhls von Notre Dame de Paris zu einem Brand. Das Feuer breitete sich durch die hohe Brandlast der aus dem 13. Jahrhundert stammenden Dachbalken rasch aus und erfasste auch den Vierungsturm. Die Bleiverkleidungen der Balken boten keinen hinreichenden Schutz vor der Einwirkung der Flammen, so dass auch der Turm in kurzer Zeit im Vollbrand stand. Um 19:45 Uhr knickte der obere Teil des Turmhelms ab und durchschlug ein Joch des Langschiffs. Der weiter brennende untere Teil des Turms brach später ebenfalls zusammen und verursachte den Einsturz des Gewölbes über der Vierung.
An den Rettungs- und Löscharbeiten waren etwa 600 Feuerwehrleute aus Paris und der Île-de-France beteiligt. Ihnen gelang es nach etwa vier Stunden, den Brand im Wesentlichen auf den hölzernen Dachstuhl zu begrenzen. Die Westfassade mit den Haupttürmen, die Wände des Mittelschiffs nebst Strebewerk sowie große Teile des Deckengewölbes und die Seitenschiffe und Chorumgänge blieben weitgehend stabil.
Die unterhalb des Vierungsturms angebrachten sechzehn kupfernen Statuen waren glücklicherweise wenige Tage vor dem Brand abgenommen und zur Restaurierung gebracht worden.
Der auf der Turmspitze befestigte kupferne Hahn stürzte mit den Trümmern des Vierungsturms durch das Gewölbe in das Kirchenschiff. Er konnte geborgen und ebenfalls zur Restaurierung gebracht werden, die schon vor dem Brand für den Juni 2019 geplant war. Über den Zustand der Reliquien war zu diesem Zeitpunkt noch nichts bekannt.

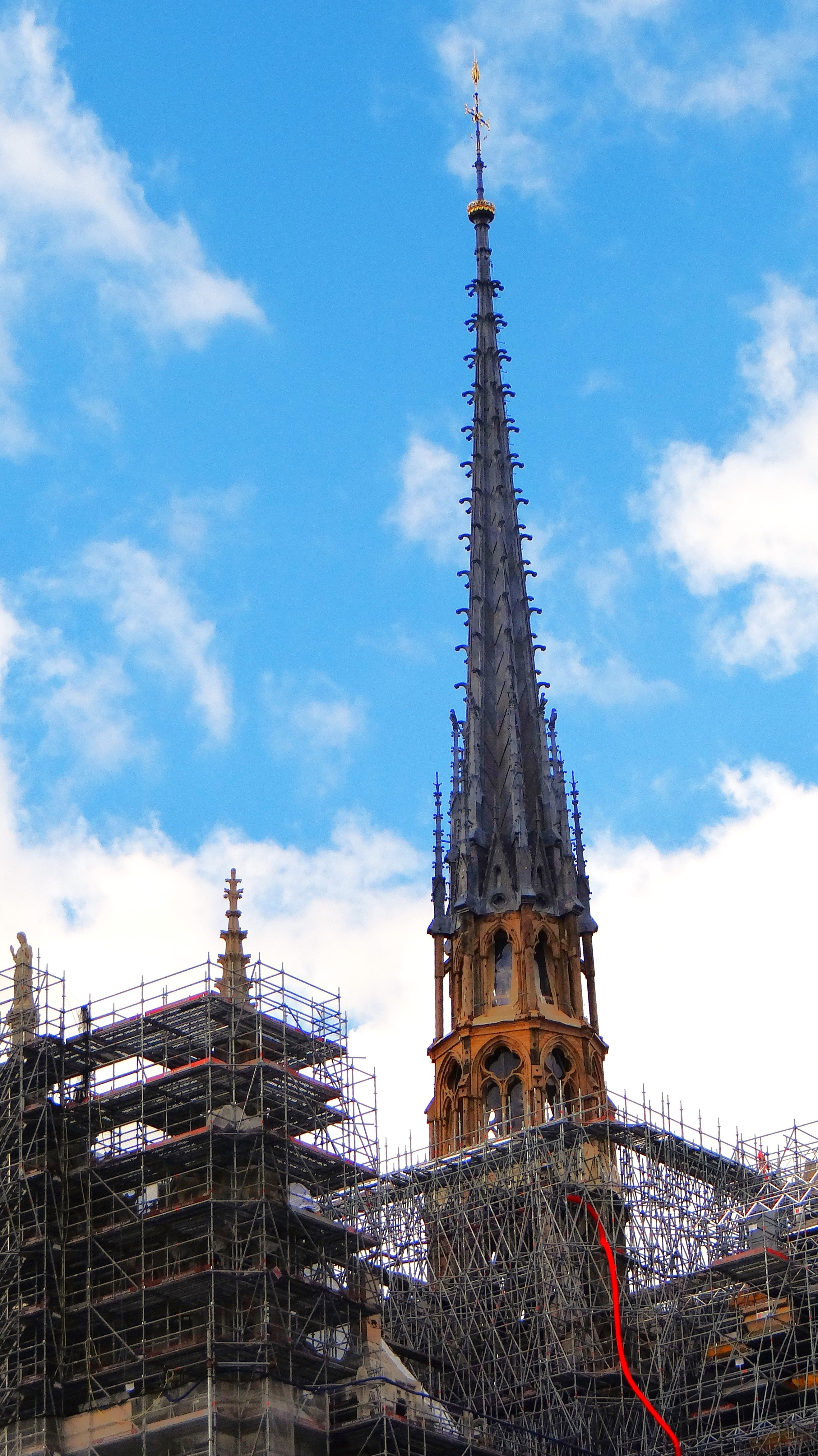
Der rekonstruierte Vierungsturm (2024)

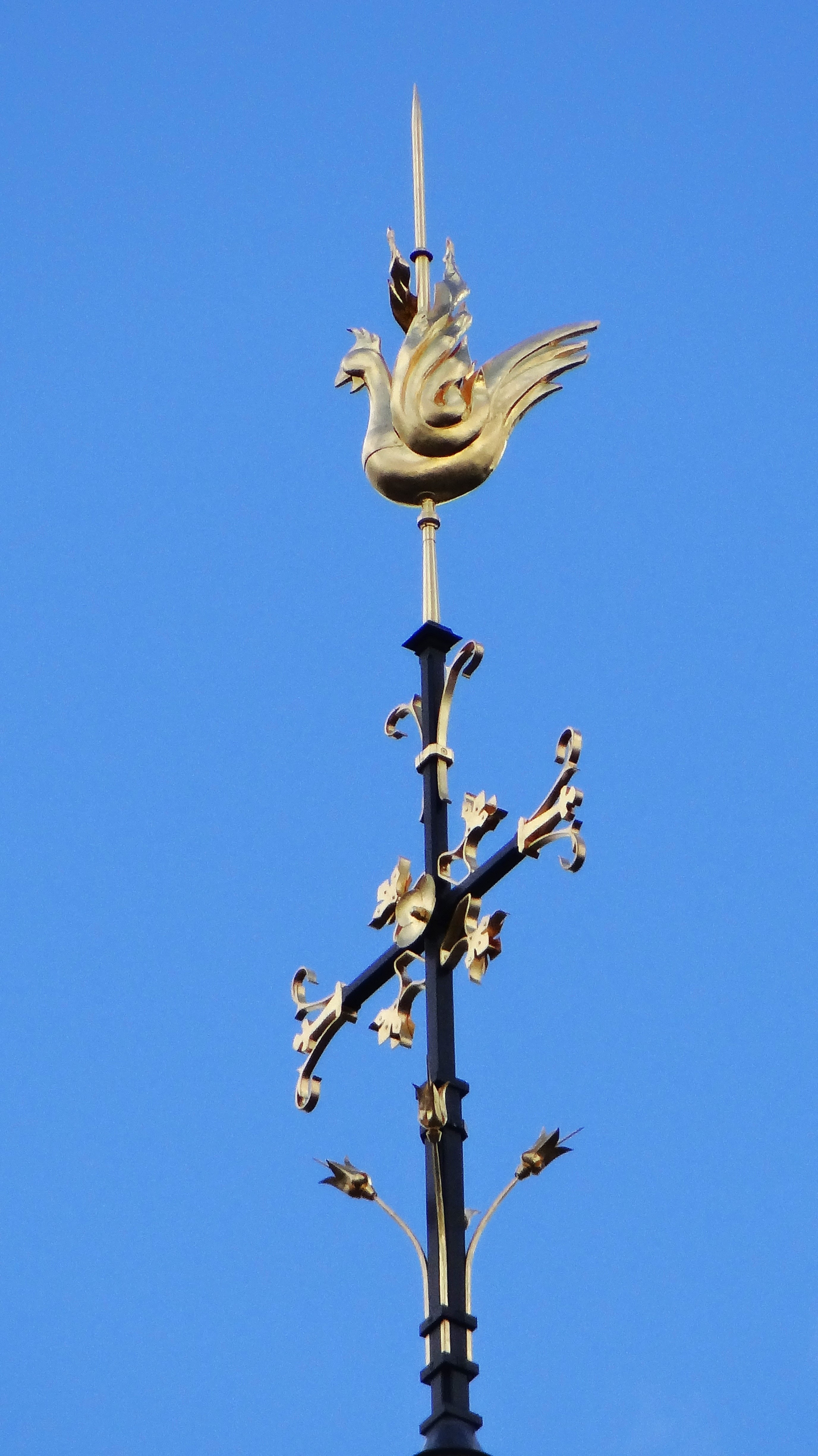
Turmspitze mit Hahn (2024)

## Neuaufbau
Am 17. April 2019 kündigte der französische Ministerpräsident Edouard Philippe einen internationalen Architekturwettbewerb zum  Neuaufbau des Vierungsturmes an. Dabei stellte Philippe die These auf, dass die Pariser Kathedrale vor dem 19. Jahrhundert keinen Vierungsturm besessen und erst Eugène Viollet-le-Duc diesen eigenmächtig hinzugefügt habe. Philippe stellte zur Disposition, ob und wie man den Turm wiederaufbauen solle. Als Möglichkeiten des eventuellen Wiederaufbaues nannte Philippe eine identische Rekonstruktion nach dem Entwurf von Viollet-le-Duc oder die Realisierung eines modernen Entwurfes, der dem heutigen Stand der Technik und den heutigen Bedürfnissen entspreche (französisch d’une nouvelle flèche adaptée aux techniques et enjeux de notre époque).
Der französische Senat stimmte für eine Rekonstruktion nach dem Entwurf von Viollet-le-Duc. Am 10. Juli 2020 wurde bekannt, dass auch Präsident Emmanuel Macron einen Wiederaufbau des Vierungsdachreiters im Zustand des 19. Jahrhunderts befürworte.
Am 18. September 2021 wurde nach den abgeschlossenen Aufräumungsarbeiten bekanntgegeben, dass nun der Wiederaufbau der Kathedrale beginne.
Nachdem zum Jahreswechsel 2023/2024 der historische Dachstuhl fertiggestellt wurde, wurde am 13. Februar 2024 schließlich der neue Vierungsturm enthüllt. Es handelt sich um eine originalgetreue Nachbildung des ursprünglichen Turms, der aus Eichenholz mit einer Bleiverkleidung erstellt wurde. Die verarbeiteten Eichenstämme wurden manuell mit der Axt bearbeitet, von Zimmerleuten, die die alten Techniken noch beherrschten. Ein neuer goldener Hahn ziert die Spitze des Turms. Im Inneren enthält er die Reliquien von zwei Heiligen, die den Brand überstanden, einen kleinen Teil der Dornenkrone Jesu Christi und ein Pergamentpapier mit den Namen der am Wiederaufbau beteiligten Handwerker.